# Магистр права
Магистр права (сокращенно LL.M., от лат. Magister Legum, англ. Master of Laws) — это вторая высшая академическая степень, квалификация "магистр права" .

## Виды LL.M. программ обучения
Существует большое количество LL.M. программ, как общего, так и специального характера. Последние пользуются наибольшим спросом, к примеру: программы по налоговому праву (Королевский Колледж Лондона, Великобритания), по экономическому праву, LL.M Oec.  (Кильский университет имени Кристиана-Альбрехта, Германия), по eвропейскому праву, LL.M. Eur. (Европейского Института, Саарбрюккен, Германия) или по правам человека и гуманитарному праву (Европейский Университет Виадрина во Франкфурте-на-Одере, Германия).

## Требования к кандидатам на обучение
Как правило, для того, чтобы быть допущенным к LL.M. программе, кандидат должен быть обладателем диплома первой ученой степени по праву. Для некоторых LL.M. программ наличие первой ученой степени в области права не требуется, допускаются ученые степени смежных областей.